# Гінзбург Євгенія Соломонівна
Євге́нія Соломо́нівна Гі́нзбург (рос. Евгения Соломоновна Гинзбург; 20 грудня 1904, Москва — 25 травня 1977, Москва) — журналістка, мемуаристка, кандидат історичних наук. Мати письменника Василя Аксьонова.

## Біографія
Євгенія Гінзбург народилася в Москві, у єврейській родині уродженця Гродно, фармацевта Соломона Абрамовича (Натановича) Гінзбурга (1876–1938) і його дружини Ревекки Марківни (1881–1949), уродженки Вільно.
З 1920 по 1922 рік Євгенія Гінзбург навчалася в Казанському університеті, на факультеті суспільних наук, після чого перевелася на 3-й курс суспільного відділення Казанського Східного педагогічного інституту, який закінчила в червні 1924 року (спеціальність історія, надалі захистилася як кандидат історичних наук). Член ВКП(б) з 1932 року, працівник освіти в Казані, співробітник обласної газети «Червона Татарія» (рос. Красная Татария).
Була репресована в 1937 році, засуджена до тюремного ув'язнення Воєнною колегією Верховного суду за статтею 58, пункт 8, 11, звинувачена за участь в троцькістській терористичній організації. Вирок: 10 років тюремного ув'язнення з поразкою в правах на 5 років та з конфіскацією майна. У серпні того ж року як «батько і мати ворога народу» були заарештовані її батьки. Провела 10 років у тюрмах (у тому числі в Бутирках і Ярославському політізоляторі) і колимських таборах (Ельген, Таскан), 8 років у «безстроковому» засланні.
У засланні в Магадані Євгенія Гінзбург вийшла заміж за ув'язненого доктора Антона Яковича Вальтера. Пара удочерила дівчинку, повну сироту Антоніну Хінчинську (згодом актриса Антоніна Павлівна Аксьонова).
Домігшись часткової реабілітації, Гінзбург майже 10 років провела у Львові, де жила за адресою вулиця Шевченка, 8, разом з третім чоловіком Антоном Вальтером. Після його смерті в 1966 році знову переїхала до Москви, на вулицю 1-а Аеропортівська, працювала в журналістиці. У Львові Гінзбург створила і альтернативний варіант «Крутого маршруту», що відрізнявся куди більш різкою і послідовною антисталінською риторикою. За деякими відомостями, він називався «Під покровом Люциферового крила». Але в 1965 році, побоюючись нового арешту й заслання у зв'язку з посиленим переслідуваннями українських націоналістів, Гінзбург знищила цей рукопис і всі його чернетки.
Похована в Москві на Кузьмінському кладовищі.
Мати письменника Василя Аксьонова, дружина голови Казанського міськради Павла Аксьонова. Старший син Олексій — від першого шлюбу з доктором Дмитром Федоровим, викладачем Першого ленінградського медінституту, загинув під час блокади Ленінграда, де його з батьком застала війна. Сестра — Наталія Соломоновна Гінзбург, соціолог, співробітник лабораторії економічної соціології в Ленінградському фінансово-економічному інституті.

## Творчість
Автор книги спогадів «Крутий маршрут» (1967, друга частина — 1975–1977), одного з перших літературних творів, що розповідають про сталінські репресії в СРСР. Перша публікація відбулася в Мілані (видавництво «Мандадорі», 1967 рік), куди вона була вивезена у вигляді аудіозапису. Вивезення і подальша публікація були зроблені без відома автора. У СРСР «Крутий маршрут» уперше виданий у 1988 році, до цього поширювався у самвидаві.
У 1989 році Галина Волчек поставила в театрі «Современник» п'єсу «Крутий маршрут» в інсценуванні О. Гетьмана. У ролі Євгенії Семенівни — головної героїні п'єси і спогадів — була Марина Нейолова.
У 2009 році на основі книги «Крутий маршрут» було відзнято фільм У вихорі (англ. Within the Whirlwind).